# Gintama
Gintama (яп. 銀魂, досл. «Срібна душа») — манґа, написана та проілюстрована Сораті Хідеакі. Вона публікувалася в журналі Weekly Shonen Jump з грудня 2003 року до вересня 2018 року, пізніше в Jump Giga з грудня 2018 року до лютого 2019 року та завершилася в Gintama app, де виходила з травня до червня 2019 року. Всі розділи були зібрані в 77 томах у форматі танкобон. Дія відбувається в японській столиці Едо, а саму Японію завоювали прибульці на ім'я Аманто. Сюжет розповідає про життя колишнього самурая Сакати Ґінтокі, який працює фрилансером разом зі своїми друзями Сімурою Сінпаті та Каґурою[⇨]. Після пропозиції редактора намалювати історичну манґу Сораті додав науково-фантастичну обстановку задля розвитку персонажів на власний розсуд[⇨].
Манґа була адаптована у вигляді оригінальної відеоанімації (OVA) компанією Sunrise та представлена на Jump Festa 2006 Anime Tour у 2005 році. За нею вийшов 367-серійний аніме-серіал, трансляція якого розпочалася в квітні 2006 року на TV Tokyo, та завершилася в жовтні 2018 року. Також було знято три аніме-фільми. Прем'єра першого відбулася в квітні 2010 року, другого — в липні 2013 року, а прем'єра третього й останнього фільму відбулася в січні 2021 року. Крім аніме, на основі Gintama були випущені різні ранобе (новели) та відеоігри. Прем'єра фільму з живими акторами, знятого студією Warner Bros. Pictures, відбулася в липні 2017 року в Японії[⇨].
Манґа була ліцензована компанією Viz Media в Північній Америці. На додаток до публікації окремих томів, компанія видала перші розділи манґи в своїй антології Shonen Jump. Дебют відбувся в січневому номері 2007 року та виходив зі швидкістю один розділ на місяць. Права на трансляцію аніме спочатку придбала компанія Sentai Filmworks. Згодом, їх придбав веб-сайт Crunchyroll[⇨].
В Японії манґа Gintama набула популярності, станом на листопад 2024 року було продано понад 73 мільйона копій, що робить її однією з найбільш продаваних серій манґи в історії. Аніме та DVD-диски в різний час входили до десятки найкращих рейтингів відповідних медіа, тоді як TV Tokyo оголосила, що перше аніме Gintama, разом із аніме-адаптацією «Наруто», забезпечило високі продажі за кордоном. Видавництва манґи, аніме та ін. добре оцінили Gintama. Позитивні відгуки були зосереджені на комедійній складовій та персонажах, а також на загальному сюжеті та хореографії дії[⇨].

## Сюжет
Сюжет розгортається в альтернативній історії періоду пізнього Едо, коли на людство нападають інопланетяни на ім'я «Аманто» (яп. 天人, «Небесні люди»). Самураї Японії боряться, щоб захистити Землю, але сьоґун здається, зрозумівши силу прибульців. Він погоджується на нерівний договір з інопланетянами, встановлюючи заборону на носіння мечів у громадських місцях та дозволяючи загарбникам вільно в'їжджати в країну. Самурайські мечі конфіскуються, а бакуфу (сьоґунат) Токуґава стає маріонетковим урядом.
Головний герой — ексцентричний колишній самурай Саката Ґінтокі, який працює фрілансером. Він допомагає підлітку на ім'я Сімура Сінпаті врятувати його сестру Тае від групи інопланетян, яка хоче відправити її до публічного будинку. Вражений Ґінтокі, Сінпаті стає його учнем, щоб оплатити борги та дізнатися більше про загадкового самурая. Врятувавши надсильну інопланетну дівчину-підлітка на ім'я Каґура від групи якудза, пара приймає її до свого фрілансерського бізнесу, і ці троє стають відомими як «Йородзуя» (яп. 万事屋, «Ми робимо все» або буквально «Магазин будь-чого»).
Під час роботи вони регулярно стикаються з поліцейськими з підрозділу Сінсенґумі, які часто об'єднуються з Ґінтокі, коли робота пов'язана з небезпечними злочинцями. Трійця також зустрічає колишніх бойових побратимів Ґінтокі часів вторгнення Аманто, наприклад революціонера Кацуру Котаро, який дружньо ставиться до героїв, попри його терористичну діяльність проти уряду, контрольованого прибульцями.
Попри те, що історія здебільшого епізодична, в ній розвиваються кілька сюжетних арок з повторюваними антагоністами. Наприклад, ще один колишній товариш Ґінтокі, Такасуґі Сінсуке, є головним антагоністом, який вважає Ґінтокі та інших своїх екс-побратимів ворогами та прагне знищити сьоґунат. З часом Такасуґі отримує союзників у вигляді брата Каґури Камуя та елітного бойового загону Мімаваріґумі, щоб підготуватися до великомасштабного державного перевороту. Після появи справжнього антагоніста — безсмертного Уцуро — Ґінтокі об'єднується як з друзями, так і з ворогами, щоб зупинити Уцуро від знищення Землі.

## Теми та стиль
Головний прийом Сораті Хідеакі в Gintama — використання ґеґів; протягом другого року написання манґи він почав додавати більше драматизму в історію, зберігаючи при цьому комедійну основу. Різноманітні жарти з манґи є посиланнями на прийоми та елементи з інших творів. Наприклад, у першій главі після того, як Ґінтокі поборов групу прибульців, щоб захистити Сінпаті і Тае, Сінпаті скаржиться, що герой боровся лише за «одну сторінку», а Ґінтокі відповідає: «Замовкни! Одна сторінка — це багато часу для художника манґи!». Гіпертрофоване бажання Ґінтокі читати Weekly Shonen Jump (яке змушує його боротися з іншими читачами за нові випуски) також висміює весь жанр сьонен, оскільки персонажі різних творів цього журналу часто цитують одне одного. Інші типи комедійних ситуацій є загальнішими, тому читач повинен знати японську культуру, щоб зрозуміти їх. Рецензенти описують гумор як «химерний» та «дивний». Також описано, що він розділен на дві категорії: «науково-фантастична комедія» та «самурайська комедія», причому перша стосується інопланетян. Вона, як правило, вказує на «дратівливі недоліки сучасного суспільства», такі як святкування безглуздих свят чи зацикленість на знаменитостях. Крім того, деякі персонажі засновані на реальних історичних особистостях. Окрім комедії, вторгнення інопланетян до Японії приносить багато соціальних проблем між прибульцями та людьми, найпоширенішою з яких є відсутність соціальної рівності. Як результат, одна з головних тем манґи — намагання суспільства зберегти свій спосіб життя, а не досягнення мрії, як в інших творах жанру сьонен.

## Виробництво

Обкладинка першого випуску Gintama в журналі Weekly Shonen Jump

У 2003 році Сораті Хідеакі був перспективним художником манґи, який уже створив два ван-шоти для журналу Weekly Shonen Jump. Під час підготовки до написання своєї першої манґи, Сораті отримав пропозицію від редактора взяти за основу історію про Сінсенґумі (поліцейський підрозділ, що діяв у 1860-х роках в Японії), надихнувшись однойменною дорамою з акторами-айдолами в головних ролях. Автор також намагався втілити цю ідею в життя, оскільки любить Сінсенґумі, але зрештою все зайшло в глухий кут. Замість того, щоб повністю відмовитися від цього плану, Сораті зосередився на історії Японії, але почав створювати власний сеттинг, додаючи елементи наукової фантастики та використовуючи вигадані версії багатьох постатей епохи Бакумацу, щоб створити історію, яка б йому більше сподобалася. Початкова назва манґи мала бути «Йородзуя Ґін-сана» (яп. 万事屋銀さん, «Дивні роботи Ґін-сана»), але автору вона не сподобалася. Після обговорення з редактором та з родиною він вирішив обрати назву Gintama. Хоча Сораті вважав ван-шот «Samuraider» дуже поганим, його сеттинг став основою Gintama, наприклад наявність інопланетних персонажів. Автору подобалися періоди Бакумацу та Сенґоку через те, що обидва були епохами змін і таким чином представляли позитивні та негативні сторони людства. Тож дія манґи розгортається в альтернативному Бакумацу, для кращого розкриття характеру персонажів та їхнього самурайського кодексу, оскільки той час був найгіршою епохою для самураїв. Як джерело натхнення Сораті використовував манґу Rurouni Kenshin.
Головним героєм манґи спочатку мав стати Хідзіката Тосіро, оскільки Сораті був шанувальником Сінсенґумі, особливо заступника капітану загону Хідзікати Тосідзо, який послужив прототипом вищезгаданого персонажа. Але згодом автор вирішив зробити його не головним героєм, а, разом із Сінсенґумі, комедійним доповненням. Сюжет пілотної глави манґи відрізнявся від основної частини: Сінпаті вже був членом «Йородзуї», а Сінсенґумі грали більш вагому роль у історії. Оскільки всі члени цієї версії підрозділу були старшими за більшість інших персонажів манґи, Сораті видалив їх, вважаючи не смішними. На запитання шанувальника Сораті зазначив, що більшість персонажів засновані на реальних громадянах періоду Едо, тоді як Ґінтокі частково оснований на японському міфологічному герої Сакаті Кінтокі.
На початку написання манґа була непопулярною та близькою до скасування. Хоча Сораті був задоволений продажом усіх копій першого танкобону, пізніше він дізнався, що Shueisha боялася комерційного провалу, тому надрукувала мінімальну кількість. Щоб збільшити популярність твору, автор представив нових персонажів, Сінсенґумі, які запам'яталися його помічникам. Сораті мало сподівався на популярність манґи, оскільки зазначив, що люди казали йому, що її тираж не перевищить двох томів. Однак, після виходу третього тому, Сораті виявив, що в нього немає «нового матеріалу для написання», бо не очікував такого результату. Протягом першого року роботи Сораті вважав, що джерело популярності Gintama частково пов'язане з вищезгаданою дорамою Сінсенґумі!. Попри те, що дорама транслювалася протягом першого року написання манґи, яка на той час являла собою здебільшого короткі історії, котрі розповідали про персонажів та світ, автор з часом втомився брати ідеї з телесеріалу та шукати натхнення в ньому. На другому році і далі Сораті став сміливішим у створенні історій та концепцій, роблячи довші сюжетні лінії, які включали більше драматизму, зберігаючи при цьому почуття гумору та сатиру на сучасну Японію.
Працюючи над розділами Gintama, Сораті часто завершував їх у крайній термін, тож редактор забирав манґу ще до того, як автор встигав її перевірити. Манґака придумував, що писати, залишаючись у своїй кімнаті або гуляючи. Хоча він зазначив, що деякі з його ідей є «випадковими», Сораті зосередився на пов'язаності їх з манґою, а коли виникали проблеми з ідеями, йому часто допомагав редактор. Думаючи про Gintama як про «безглузду манґу», перед написанням кожної глави Сораті вирішив, що вона має бути або комедією, або драмою. Автор визначив Gintama як «науково-фантастичну людську драму, псевдоісторичну комедію».
Ілюструючи Gintama, Сораті зазвичай використовував фломастер, перову ручку, кулькову ручку та мультилайнер, але для малювання головних героїв він використовував лише фломастер та кулькову ручку, а контури робив за допомогою мультилайнера-0,8.

## Медіа

### Манґа
Публікація Gintama розпочалася в журналі манґи Weekly Shonen Jump видавництва Shueisha 8 грудня 2003 року. Компанія опублікувала перші розділи онлайн на офіційному веб-сайті Weekly Shonen Jump. Спочатку манґа мала завершитися 15 вересня 2018 року; однак у призначений день було оголошено, що комікс передадуть іншому журналу, Jump Giga. Вийшли три розділи з 28 грудня 2018 року до 22 лютого 2019 року. У лютому 2019 року було оголошено, що публікація манґи продовжиться в безкоштовному додатку Gintama app. Вона почалася 13 травня та завершилася 20 червня того ж року на 704 главі. Shueisha зібрала розділи в 77 томах у форматі танкобон, виданих з 2 квітня 2004 року до 2 серпня 2019 року.
Viz Media отримала ліцензію на публікацію Gintama в Північній Америці. 55-сторінкове прев'ю манґи вперше було представлено в січневому номері Shonen Jump 2006 року. Того ж року Viz придбала ліцензію на публікацію манґи в журналі на San Diego Comic-Con International. Глави видавалися в Shonen Jump із січня до травня 2007 року зі швидкістю один розділ на місяць. 23 томи-танкобони публікувалися під виданням «Shonen Jump Advanced» із 3 липня 2007 року по 2 серпня 2011 року. Viz Media завершила публікацію цим томом без пояснення причин.

### Аніме

#### Jump Festa
Два спеціальні епізоди Gintama були зроблені анімаційною студією Sunrise для щорічного з'їзду фанатів аніме Jump Festa 2005 та 2008 років. Перший складається з різних побічних історій, призначених для ознайомлення з персонажами аніме. Другий спецепізод під назвою Shiroyasha Kotan (яп. 白夜叉降誕, Сірояся Котан, Народження білого демона) оповідає про війну між інопланетянами та самураями. 30 вересня 2009 року видавництво Aniplex опублікувало DVD під назвою Gintama Jump Anime Tour 2008 & 2005. Він містить спеціальні епізоди 2005 та 2008 років та аудіокоментар. У 34-му випуску Weekly Shonen Jump за 2014 рік було оголошено, що аніме Gintama повернеться у форматі односерійного спеціального випуску для тогорічного Jump Festa. DVD із цим спецвипуском йшов у комплекті з обмеженим тиражем 58-го тому манґи, випущеного 3 квітня 2015 року. Четвертий спеціальний епізод був випущений також у 2015 році.

#### Gintama
Аніме-адаптація від Sunrise почала транслюватися на TV Tokyo 4 квітня 2006 року. Перші дев'яносто дев'ять серій були зрежисовані Такамацу Сіндзі. Режисерами серій зі 100 до 105 були Такамацу та Фудзіта Йоіті, а наступні епізоди створював лише Фудзіта. Підзаголовок до аніме перекладається як «Початкова точка є надзвичайно важливою для будь-чого, тому намагатися перевершити себе — це майже правильно». У січні 2009 року Фудзіта зазначив, що більше не збирається працювати з аніме, яке продовжилося того року. Однак у лютому 2009 року було підтверджено, що він знов буде режисером. Аніме завершилося 25 березня 2010 року, загалом налічувавши 201 серію.
В Японії Aniplex розповсюджула аніме у форматі DVD. Загалом було випущено тринадцять дисків для першої частини, між 26 липня 2006 року та 26 червня 2007 року. Друга частина була випущена ще одним набором із тринадцяти дисків між 25 липня 2007 року та 23 липня 2008 року. Третя була випущена на тій же самій кількості з 27 серпня 2008 по 26 серпня 2009. Четверта частина також була випущена на тринадцяти дисках DVD з 28 жовтня 2009 по 27 жовтня 2010.
У листопаді 2008 року було досягнуто угоди між TV Tokyo та американським сервісом потокової трансляції Crunchyroll: Crunchyroll безкоштовно транслюватиме серії з англійськими субтитрами через тиждень після того, як вони вийдуть в ефір у Японії. Передплатники можуть дивитися нові епізоди через годину після трансляції в Японії. 8 січня 2009 року Crunchyroll завантажив свою перший серію (129) на сервіс. Разом із новими серіями щотижня Crunchyroll також завантажував епізоди з початку аніме. Аніме ліцензовано в Північній Америці компанією Sentai Filmworks, а розповсюдженням займалася Section23 Films. Кріс Оарр з Section23 Films заявив, що були ліцензовані лише перші дві частини. Перша частина, що містить тринадцять епізодів з англійськими субтитрами, була випущена на DVD 27 квітня 2010 року. Але було випущено усього 49 серій, після чого вихід припинився. Однак незабаром після ліцензування фільму Gintama компанія Sentai Filmworks оголосила, що, виходячи з характеристик фільму, вони розглянуть можливість продовжити випускати аніме в Північній Америці, можливо, з англійським дубляжем. 12 липня 2015 року на Shorts HD почалася трансляція Gintama з англійськими субтитрами. 1 липня 2016 року Crunchyroll оголосили, що вони перевипустять серіал на Blu-ray та DVD з англійським дубляжем. 23 листопада 2019 року було оголошено, що з 1 грудня 2019 року Hulu додасть англійський дубляж до першого сезону.

#### Yorinuki Gintama-san
5 квітня 2010 року станції TV Tokyo почали показувати у високій чіткості повторення старих серій Gintama під назвою Yorinuki Gintama-san (яп. よりぬき銀魂さん, Найкраще з Ґінтами), назва була пародією на формат «найкраще з…» з аніме Sazae-san. Окрім трансляції у форматі HD, було створено нові початкові та завершальні теми. Початком та закінченням 1–9 серій є «Bakuchi Dancer» і «Bokutachi no Kisetsu» від Does відповідно. Починаючи з 10 і до 26 серії, вступ було змінено на «Kaze no Gotoku» від Іноуе Джо, а завершення на «WAVE» від Vijandeux. З 27 епізоду вступ змінився на «Kanosei Girl» від Куріями Тіякі, а завершення на «IN MY LIFE» від Azu. У 40 серії початкова тема змінилася на «Karto Niago» від FLiP, а завершальна на «Sakurane» від Піко.

#### Gintama'
У березні 2010 року Фудзіта Йоїті натякнув, що аніме буде продовжено, коли співробітники отримають достатньо матеріалу для роботи над ним. Такамацу Сіндзі запевнив, що екранізація «зовсім не закінчена. Вона ще навіть не почалася! Вона обов'язково повернеться». У грудні 2010 року Shueisha заявила, що трансляція аніме Gintama відновиться в квітні 2011 року. Прем'єра Gintama' (яп. 銀魂'), сиквелу оригінального аніме Gintama, відбулася в Японії 4 квітня 2011 року. Основний робочий склад першої екранізації залишився в продовженні, а режисером знову став Фудзіта. Одночасно з цим Crunchyroll транслював Gintama' передплатникам свого сайту. Перший DVD був випущений 27 липня 2011 року. Серія, випущена 26 вересня 2011 року, є кросовером з аніме Sket Dance. Аніме завершилося 26 березня 2012 року та загалом налічує 51 серію, які були зібрані Aniplex на тринадцяти DVD.

##### Gintama': Enchōsen
Прем'єра цього аніме відбулася на TV Tokyo 4 жовтня 2012 року. Це продовження другого сезону аніме Gintama, який завершився в березні 2012 року. Основний робочий склад другого сезону на чолі з режисером Фудзітою Йоіті залишився в Gintama': Enchōsen. Аніме завершилося 28 березня 2013 року, загалом налічуючи 13 серій. Вони були зібрані на чотирьох DVD з 19 грудня 2012 року до 22 травня 2013 року.

#### Gintama°
21 грудня 2014 року, під час Jump Festa, було оголошено, що прем'єра нового сезону Gintama відбудеться у квітні 2015 року. Головний акторський склад: Суґіта Томокадзу (Ґінтокі), Сакаґуті Дайсуке (Сінпаті) та Куґімія Рі (Кагура) відвідали цю подію. Також був продемонстрований постер.
Всі 53 серії нового аніме транслювалися на TV Tokyo та його філіях з 8 квітня 2015 року до 30 березня 2016 року, як і попередні сезони.
1 лютого 2017 року Crunchyroll почав транслювати англійський дубляж перших 12 серій Gintama°. Щотижня показували 12 додаткових епізодів.

#### Gintama.
Вихід нового сезону Gintama був оголошений через Weekly Shonen Jump у вересні 2016 року. 27 листопада 2016 року було оголошено, що прем'єра Gintama. відбудеться 9 січня 2017 року на TV Tokyo та його філіях. Увесь професійний склад Gintama° повернувся з минулих сезонів.

#### Gintama. Porori-hen
Аніме, що адаптує пропущені комедійні арки, які відбуваються до подій арки Вбивства сьоґуна, почали транслювати в жовтні 2017 року. Воно складається з 13 серій та триває до 25 грудня.

#### Gintama. Shirogane no Tamashii-hen
Sunrise оголосила, що останню частину манґи буде адаптовано у вигляді аніме-серіалу, а трансляція відбулася із 7 січня до 25 березня 2018 року, усього було показано 12 серій. У березні того ж року було оголошено, що аніме буде перервано до липня. Трансляція останніх 14 серій була відновлена 8 липня та тривала до 7 жовтня 2018 року.

#### Class 3Z Ginpachi-sensei
На заході Gintama Ato no Matsuri 19 березня 2023 року було анонсовано аніме-адаптацію ранобе Class 3Z Ginpachi-sensei. Розробкою серіалу займається студія Bandai Namco Pictures. Режисерами виступили Хіґасіда Нацумі та Морівакі Макото (головний), сценаристами — Фудеясу Кадзуюкі та Мітей Марк II, дизайнером персонажів і головним режисером анімації — Такеуті Сіндзі, а композиторами — Audio Highs. Прем'єра аніме запланована на жовтень 2025 року на TV Tokyo.

### Анімаційні фільми
За франшизою було знято три анімаційні фільми. Перший — Gintama: Shinyaku Benizakura-Hen (яп. 銀魂 新訳紅桜篇, досл. «Ґінтама: Новий переказ арки Бенідзакура») є переказом арки Бенідзакура з аніме, в якій Кацура Котаро зазнає нападу від члена армії Кіхетай, а Йородзуя починають його пошуки. Один з телевізійних рекламних роликів фільму дражнить, що «справжня фінальна сцена» аніме є у фільмі. Прем'єра відбулася 24 квітня 2010 року, зібравши 2 118 342 доларів США на 90 екранах протягом перших днів і загалом заробивши 12,86 мільйонів доларів США. 29 травня 2012 року Sentai Filmworks випустила фільм у форматі DVD та Blu-ray у Північній Америці під назвою Gintama: The Motion Picture. Manga Entertainment розповсюдила фільм у Великій Британії, а Madman Entertainment — в Австралії.
У серпні 2012 року Weekly Shonen Jump анонсував другий фільм, сценарій якого цього разу написав Сораті Хідеакі. Картина під назвою Gintama: The Movie: The Final Chapter: Be Forever Yorozuya розповідає про подорож Ґінтокі в майбутнє, де йому доведеться мати справу з таємничою групою чаклунів. Фільм вийшов у Японії 6 липня 2013 року. Попри те, що він рекламувався як «останній», режисер Фудзіта Йоїті зазначив, що вони знімуть продовження, якщо тайтл стане хітом. Фільму вдалося перевершити успіх свого попередника.
Третій повний метр, що адаптує 77-й том манґи, було анонсовано в серпні 2019 року. Прем'єра фільму під назвою Gintama: The Final в Японії та Gintama: The Very Final на Заході відбулася 8 січня 2021 року. У ньому адаптується фінал оригінальної манґи в поєднанні з новими сюжетними елементами. Spyair виконує тематичну пісню фільму «Wadachi», тоді як Does виконує вставну пісню. Картка Kimetsu no Yaiba, проілюстрована Сораті, із зображенням Камадо Тандзіро та Хасіра, була роздана глядачам у перший тиждень показу фільму. Перша та друга серії спецепізоду Gintama The Semi-Final, який є приквелом фільму, вийшли відповідно 15 та 20 січня 2021 року на онлайн-сервісі dTV.

#### Фільми-збірки
Прем'єра фільму-збірки під назвою Gintama on Theater 2D: Baragaki-hen (яп. 銀魂オンシアター2D バラガキ篇, Ґінтама он Сіата: 2D Бараґакі-хен, досл. «Гінтама в 2D-кінотеатрі: Арка Бараґакі») відбулася 10 листопада 2023 року. Він охоплив серії 244–247 аніме-серіалу (Gintama') та мав обмежений тритижневий прокат у Японії.
Другий фільм-збірка під назвою Gintama on Theatre 2D: Ikkoku Keisei-Hen (яп. 銀魂オンシアター2D 一国傾城篇, Ґінтама он Сіата: 2D Іккоку Кейсей-хен, досл. «Ґінтама в 2D-кінотеатрі: Арка Куртизанка нації») вийшов 21 червня 2024 року та охопив 257—261 серії аніме (Gintama': Enchōsen). Під час обмеженого тритижневого прокату фільму Японією були також показані сцени, які не увійшли до аніме-серіалу.
Третій фільм-збірка під назвою Gintama on Theater 2D: Kintama-hen (яп. 銀魂オンシアター2D 金魂篇, Ґінтама он Сіата: 2D Кінтама-хен, досл. «Ґінтама в 2D-кінотеатрі: Арка Кінтама») вийшов 22 листопада 2024 року. Він охопив 253—256 серії аніме-серіалу (Gintama': Enchōsen) й також мав обмежений тритижневий показ у Японії.

### OVA
65-й та 66-й томи манґи продавалися в комплекті з DVD з оригінальною відеоанімацією, 65-й том вийшов 4 серпня 2016 року, а 66-й — 4 листопада того ж року. Обидві OVA адаптували арку Любовного зілля з манґи.

### Фільми
У червні 2016 року Shueisha оголосила, що перший аніме-фільм матиме кіно-адаптацію з живими акторами. Прем'єра відбулася 14 липня 2017 року. Режисером фільму та одночасно сценаристом був Фукуда Юіті. Головні ролі фільму зіграли Оґурі Сюн (Ґінтокі Саката), Хасімото Канна (Каґура) та Суда Масакі (Сімура Сінпаті). У фільмі переказується арка Бенідзакура, в якій Кацура Котаро зазнає нападу з боку військовослужбовця Кіхетая, а Йородзуя починає його пошуки.
У листопаді 2017 року режисер Фукуда Юіті та головний актор Оґурі Сюн оголосили про зйомки продовження фільму, вихід якого був запланований на літо 2018 року. У квітні 2018 року було оголошено, що Оґурі Сюн, Хасімото Канна та Суда Масакі повторять свої ролі Ґінтокі, Каґури та Сінпаті відповідно. Фільм отримав робочу назву Gintama 2 (Kari) або Gintama 2 (Working title), яка згодом була замінена остаточною назвою Gintama 2: Okite wa Yaburu tame ni koso Aru (яп. 銀魂2 掟は破るためにこそある, Ґінтама 2: Правила створені для того, щоб їх порушувати). Фільм, прем'єра якого відбулася 17 серпня 2018 року, зібрав 280 мільйонів єн у перший же день показу, та продав мільйон квитків лише за 7 днів.
Разом з виходом фільму на dTV також відбулася прем'єра 3-серійного міні-серіалу Gintama 2 — Yonimo Kimyou na Gintama-chan (яп. 銀魂2 –世にも奇妙な銀魂ちゃん-, Ґінтама 2: Дивна та незвичайна Ґінтама-тян). 3 серії виходили по одній на тиждень, починаючи з 18 серпня. Їх назви: 1. «Я не можу спати»; 2. «Хідзіката кидає палити»; 3. «Незалежно від того, скільки тобі років, ти ненавидиш ходити до стоматолога». Лише за 7 днів після випуску перша серія зібрала 4 мільйони переглядів.

### Музика
Музика для аніме Gintama написана музичним видавництвом Audio Highs. 27 вересня 2006 року Audio Highs випустило перший компакт-диск із звуковою доріжкою, знаний як Gintama Original Soundtrack. Він містить 36 пісень, включаючи телевізійні версії першої початкової теми та перших двох завершальних тем. Другий компакт-диск, Gintama Original Soundtrack 2, був випущений 11 листопада 2007 року. Він включає 40 пісень, але не має телевізійних версій початкових та завершальних тем аніме. Наступним став Gintama Original Soundtrack 3, який поступив у продаж 24 червня 2009 року. На ньому загалом налічується 28 пісень, включно з темою «Dondake! Gintaman» (яп. どんだけー! ギンタマン), яка використовувалася як ґеґ у 100 серії аніме. Четвертий та останній компакт-диск, який містить 34 пісні, був випущений 21 березня 2013 року.
Окрім саундтреків з аніме, було випущено три компакт-диски, знані як Gintama Best (яп. 銀魂 BEST), які містять повні версії початкових та завершальних тем. Кожен із них має додатковий DVD з оригінальними відео. Також оригінальні саундтреки на компакт-дисках йшли в комплекті з першими двома аніме-фільмами.

### Ранобе
Автором серії ранобе (лайт-новел), заснованих на манзі Gintama, є Осакі Томохіто, проілюстрував її Сораті Хідеакі, а опублікувала Shueisha. У них персонажі манґи перенесені в шкільне середовище, де Ґінтокі виконує роль їхнього вчителя. Ранобе під назвою Class 3Z Ginpachi-sensei (яп. 3年Z組銀八先生, 3-нен Z-ґумі Ґінпаті-сенсей, Ґінпаті-сенсей класу 3Z) виходило в журналі Jump Square. Перший роман був опублікований 3 лютого 2006 року, а дев'ятий і останній вийшов 4 грудня 2024 року.
Новелізація другого фільму також була написана Осакі та випущена в 2013 році разом із фільмом.

### Ігри
У Японії гра для PlayStation 2 Gintama: Together with Gin! My Kabuki District Journal (яп. 銀魂 銀さんと一緒!ボクのかぶき町日記, Gintama Gin-san to Issho! Boku no Kabuki-chō Nikki) була випущена 30 серпня 2007 року, а гра для Wii Gintama: General Store Tube: Tsukkomi-able Cartoon (яп. 銀魂 万事屋ちゅ〜ぶ ツッコマブル動画, Gintama Yorozuya Chūbu Tsukkomaburu Dōga) — 25 жовтня 2007 року. Відеору для Nintendo DS під назвою Gintama: Silver Ball Quest: Gin's Job-Change to Save the World (яп. 銀魂 銀玉くえすと 銀さんが転職したり世界を救ったり, Gintama Gintama Kuesuto Gin-san ga Tenshoku-shitari Sekai o Sukuttari) випустили 6 грудня 2007 року. Існують інші дві гри для DS — Gintama Dee-Ess: Odd Jobs Grand Riot! (яп. 銀魂でぃ〜えす・万事屋大騒動!, Gintama Dīesu Yorozuya Daisōdō!) та Gintama: Gintoki vs. Hijikata!? The Huge Fight Over Silver Souls in the Kabuki District!! (яп. 銀魂 銀時vs土方!? かぶき町銀玉大争奪戦!!, Gintama Gintoki vs Hijikata!? Kabuki-cho Gitama Daisōdatsusen!!). Персонажі Gintama також з'являються у файтингу (в якому зібрано всіх персонажів Weekly Shonen Jump) під назвою Jump Super Stars та в його продовженні Jump Ultimate Stars, обидва для Nintendo DS. Крім того Ґінтокі є бойцем у кросоверному файтингу J-Stars Victory VS на PlayStation 3 та PlayStation Vita, разом з Каґурою та Садахару. Ще одна гра, Gintama's Sugoroku (яп. - 銀魂のすごろく), була випущена 24 січня 2013 року для PlayStation Portable компанією Namco Bandai Games. 31 серпня 2017 року Bandai Namco Entertainment анонсувала Gintama Rumble, екшн-гру для PlayStation 4 і PlayStation Vita. Gintama мала колаборацію з The King of Fighters All Star, мобільним файтингом та спінофом The King of Fighters, яка відбулася 18 жовтня 2018 року в японській версії та 22 липня 2020 року в інших регіональних версіях гри.

### Посібники
Існують різні посібники манґи та аніме Gintama. Перший — Gintama Official Character Book - Gin Channel! (яп. 銀魂公式キャラクターブック｢銀ちゃんねる!｣, Gintama Official Character Book - Gin Chaneru!) — був випущений Shueisha 4 квітня 2006 року. Він містить файли з персонажами, інтерв'ю із Сораті Хідеакі та оригінальні наклейки з героями. Друга книга — Gintama Official Character Book 2 - Fifth Grade (яп. 銀魂公式キャラクターブック2 ｢銀魂五年生｣, Gintama Official Character Book 2 - Gonen-Sei) — була опублікована 5 травня 2009 року. Як і попередня, ця також містить інтерв'ю з автором та файли з новими персонажами, які з'явилися в манзі після випуску першого екземпляру. Перший посібник аніме називається Gintama Official Animation Guide "Gayagaya Box" (яп. オフィシャルアニメーションガイド 銀魂あにめガヤガヤ箱). Його було опубліковано 4 квітня 2008 року на честь виходу в ефір 100-ї серії аніме. Ця книга містить коментарі японських акторів озвучення та персоналу. За ним вийшов Official Animation Guide Gintama Anime Paraparakan (яп. オフィシャルアニメーションガイド　銀魂あにめパラパラ館) 5 квітня 2011 року. В 2010 році в Японії також була опублікована серія з трьох посібників із героями аніме під назвою Gintama Character Book (яп. 銀魂キャラクターズブック, Gintama Kyarakutazu Bukku).

## Критика та популярність

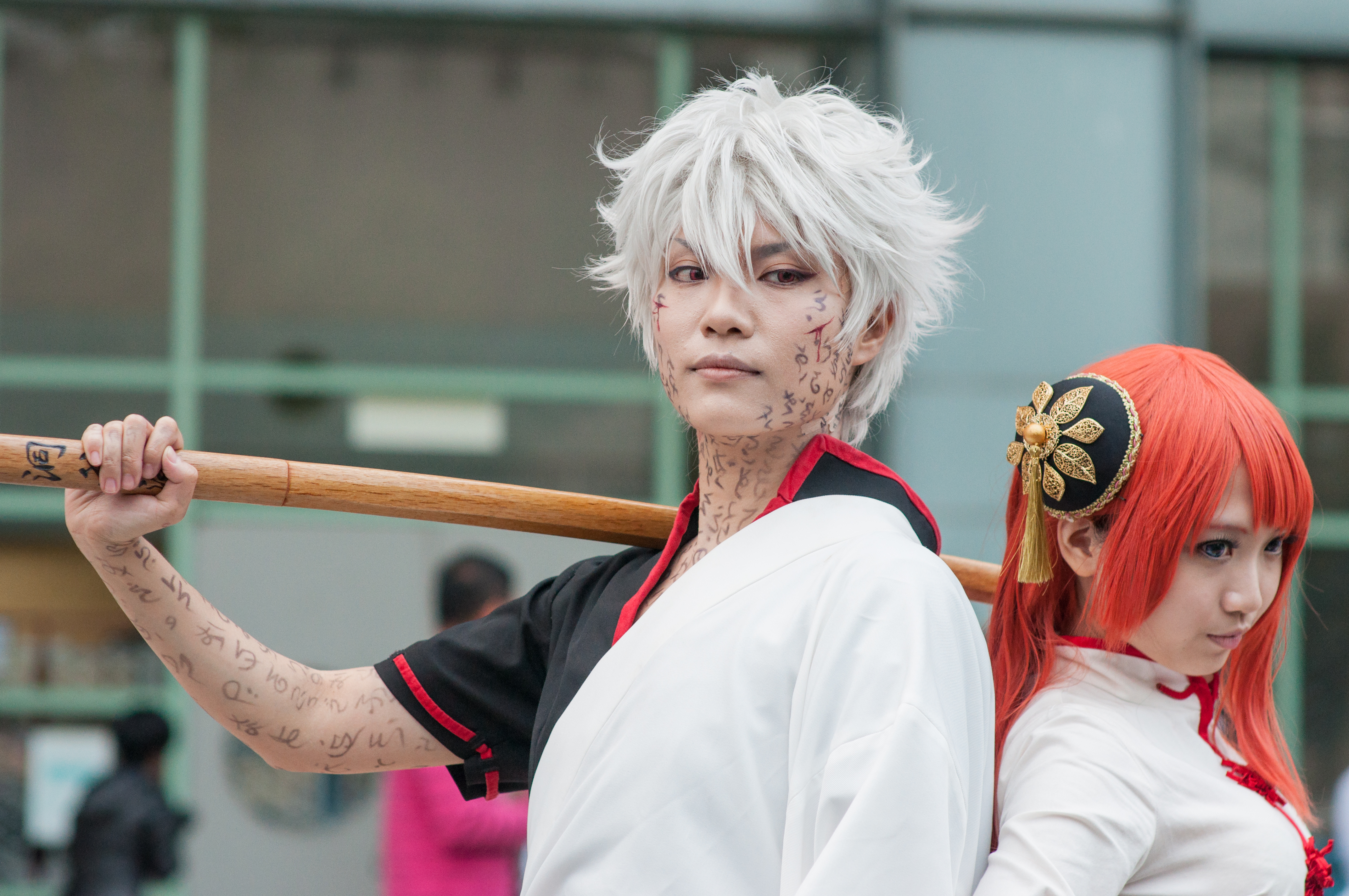
Косплей Ґінтокі та Каґури

### Продажі та популярність
Станом на травень 2016 року тираж манґи Gintama складав 50 мільйонів томів, понад 55 мільйонів станом на лютий 2018 року, понад 58 мільйонів на грудень 2023 року та понад 73 мільйона станом на листопад 2024 року. У березні 2007 року Shueisha оголосила, що продажі першого тому перевищили один мільйон примірників. Наступні танкобони також мали добрі продажі та неодноразово з'являлися в японському рейтингу коміксів. 17-й том манґи став десятим бестселером в Японії в 2007 році. У 2008 році манґа займала десяте місце серед бестселерів, було продано понад 2,3 мільйона копій. Gintama була п'ятою найпродаванішою манґою першої половини 2009 року: з 17 листопада 2008 року до 17 травня 2009 року було продано понад 2,7 мільйона томів.
У 2008 році Gintama з'явилася в двох опитуваннях Oricon: вона посіла перше місце як «найсмішніша манґа» та п'яте як «найцікавіша манґа». В іншому опитуванні 2009 року вона посіла шосте місце в рейтингу манґ, які можна було б адаптувати у вигляді фільму з живими акторами. В опитуванні журналу японської манґи Zassosha's Puff Gintama посіла друге місце в категорії «Найкращі довгі історії». Fuji News Network назвав Gintama одним із аніме, відповідальних за популярність дерев'яних мечів у 2008 році, оскільки роздрібні торговці Хоккайдо відчули жваві продажі дерев'яних мечів іноземцям. В опитуванні TV Asahi Manga Sosenkyo 2021, у якому 150 000 людей проголосували за 100 найкращих серій манґи, Gintama посіла 12 місце.
На премії Товариства сприяння японській анімації 2008 року Gintama була номінована в категорії «Найкраща комедійна манґа», але поступилась Negima! Magister Negi Magi. Продажі томів манґи англійською мовою також були високими, деякі з них потрапили до рейтингу 300 найкращих графічних романів за версією Diamond Comic Distributors.
Перший легкий роман Gintama став найпродаванішим романом у Японії в 2006 році. Такого ж успіху досяг третій роман у 2008 році. Аніме також кілька разів фігурувало в рейтингу японського телебачення, а перші дві серії мають оцінку 5,6. Продажі DVD також неодноразово фігурували в рейтингу японських аніме-DVD, а третій диск третього сезону посів дев'яте місце в японській десятці найпродаваніших DVD-дисків на Amazon.com у 2008 році. У серпні 2008 року TV Tokyo оголосило, що Gintama і «Наруто» «сприяли активним продажам прав [на публікацію манґи та трансляцію аніме] за кордоном у минулому фінансовому році, який закінчився у березні». В опитуванні Puff Gintama перемогла в категорії «Найкраща анімація». DVD із оригінальною відео-анімацією Gintama Jump Anime Tour 2008 & 2005 став найпродаванішим OVA в Японії в 2009 році: протягом двох тижнів після виходу було продано 61 226 екземплярів. В опитуванні Oricon «Найпопулярніші DVD-диски 2009 року в Японії» ця сама OVA очолила категорію «DVD-диски з анімацією/спеціальними ефектами» із загальною кількістю 76 000 проданих одиниць. Саундтрек компакт-диску Gintama The Best здобув нагороду «Анімаційний альбом року» від Кінема Дзюмпо.

### Критика

#### Манґа
Gintama отримала позитивні відгуки від критиків, в першу чергу за її комедійну складову. Карло Сантос із Anime News Network визнав манґу «єдиною в своєму роді комедією» та похвалив характери персонажів і ґеґи. З іншого боку, він розкритикував твір за те, що за ним «важко стежити» під час динамічних сцен. Однак Кетрін Дейсі з Pop Culture Shock похвалила дизайн персонажів, у тому числі й інопланетян, за їх різноманітність, також вона зауважила, що «ці персонажі додають візуального інтересу та життя кожній панелі, утримуючи читача в напрузі, коли історії зупиняються». Негативні коментарі щодо Gintama стосуються невеликої кількості інопланетян, а також зосередженості деяких розділів на боях, таких як битва Хідзікати проти Ґінтокі. Майкл Аронсон з Manga Life завершив свій огляд манґи, сказавши, що «потенціал є, але реалізація важка», але все одно йому сподобалася комедія з цієї історії. Алекс Хоффман з Comics Village заявив, що Gintama «не можна порівняти з іншими коміксами через одну річ: жарти». Він знайшов контекст манґи веселим і йому сподобалося, що в кожному розділі є нові жарти. Як і іншим рецензентам, Хоффману не сподобалась візуалізація Сораті, але він все одно вважав манґу «чудовою комедією або чудовим читанням». Лерой Дурессо з Comic Book Bin звернув увагу, що велика кількість персонажів із різною зовнішністю в манзі дозволяє читачеві сприймати її як розважальну, оскільки «принаймні кожні кілька сторінок або близько того представляють якийсь незвичайний та цікавий образ». Anime News Network розкритикував постійну кількість жартів про пеніс, а також стиль оповіді, який може зтурбувати читачів. Сюжетні арки манґи зазнавали критики за те, що вони є похідними від звичайних серій Shonen Jump, а також за погано проілюстровані та поставлені битви. Закінчення манґи було піддано критиці через безладну оповідь, у якій пояснюються кілька сюжетних ліній, але не всі вони розв'язані, оскільки твір натомість зосереджується на розповіді кількох жартів з різних точок зору.

#### Аніме
Аніме-адаптація Gintama отримала позитивні відгуки. Було відзначено, що гумор покращився, хоча деякі жарти важко зрозуміти, оскільки вони посилаються на японську культуру та інші аніме. Примітки до DVD-релізів критикували за відсутність пояснень жартів про японську культуру. Крім того, в перших серіях якість гумору та чергування жанрів виявилися нестабільними настільки, що деякі глядачі можуть відмовитися від аніме. Було встановлено, що якість аніме покращується в міру його продовження, оскільки велика кількість серій не лякає людей. Вчинки персонажів були схвалені через обізнаність їхньої схильності «ламати четверту стіну», а жіночі персонажі були визнані привабливими через їхні незвичайні якості. Аніме відомо своєю здатністю переходити межу між комедією та драмою без втрати якості. Anime News Network похвалила ґеґи в кінцівці, але поскаржилася на те, що частина сюжетних ліній не була належним чином завершена. IGN був позитивнішим: рецензент порівняв розповідь з двома іншими популярними серіями сьонен-манґи — «Наруто» та Jujutsu Kaisen — через те, як Ґінтокі та його друзі розправляються з Сьойо та Уцуро в їхніх останніх боях, також було додано, що «перетворення великого конфлікту на масове зіткнення добра зі злом допомагає аніме стати цікавим навіть для тих, хто не настільки посвячений у курс саги». Crunchyroll відчув, що анімація останнього фільму більше схожа на Dragon Ball, ніж на Gintama, але все одно хвалить його за збереження гумору та стилю, що нагадує комедію KonoSuba. Брайан Тан з Yahoo розкритикував фільм як занадто складний для перегляду, якщо глядачі не знають про попередні події, та знайшов деякі жарти непривабливими. Тим не менш, він похвалив бойові сцени, які припадуть до смаку фанатам самурайських аніме Rurouni Kenshin та Afro Samurai.
У японському прокаті Gintama: The Movie зібрав 1,07 мільярда єн, а Gintama: The Movie: The Final Chapter: Be Forever Yorozuya — 1,7 мільярда єн, тобто загальний касовий збір обох аніме-фільмів у Японії склав 2,77 мільярда єн (31 мільйон доларів США). У свою чергу Gintama: The Final зібрав у прокаті 17,252,960 мільйонів доларів США.

### Полеміка
232 серія аніме-серіалу мала наклепницьке зображення персонажа, який посилався на конкретного політика, тодішнього міністра з питань відродження уряду Мурату Ренхо, що призвело до скасування повторного показу на AT-X. Супервізор аніме Такамацу Сіндзі пояснив, що канал TV Tokyo самостійно вирішив скасувати повторний показ. Представник Ренхо заперечив факт оскарження серії, хоча в звіті газети «Майніті Сімбун» говориться, що постраждала сторона зв'язалася з TV Tokyo. Коли сюжетна арка, до якої належав епізод, була завершена, Такамацу висловив сумнів щодо її випуску на DVD.